# 阿利莫斯
阿利莫斯（希臘語：Άλιμος）是希腊阿提卡大區南雅典专区的市镇，位于大雅典地区的南部，萨罗尼科斯湾畔。市镇面积为5.909平方公里，2021年人口数量为43,174人。

## 人口数据
| 年份 | 人口数量 |
| ---- | -------- |
| 1981 | 27,036   |
| 1991 | 32,024   |
| 2001 | 38,047   |
| 2011 | 41,720   |
| 2021 | 43,174   |

很多居民是对希腊人实施的的种族灭绝的幸存者从土耳其逃难至此的难民的后代。